# Luciano Pavarotti
Luciano Pavarotti (Modena, 1935. október 12. – Modena, 2007. szeptember 6.) többszörös Grammy-díjas és kétszeres Primetime Emmy-díjas olasz operaénekes, a Három Tenor egyike.

## Családja
Luciano Pavarotti az észak-olaszországi Modena városában született egy viszonylag szegény családban, Fernando Pavarotti pékmester és Adele Venturi gyermekeként. A zenével hamar kapcsolatba került, ugyanis az édesapja amatőr tenorként énekelt a modenai kórusban. Az apa bár pékként dolgozott, rajongott az operáért így a kis Luciano a korszak ünnepelt tenoristáinak hanglemezein nőtt fel, így például Enrico Caruso lemezeit hallgatta. Emellett nagy hatással volt rá Giuseppe Di Stefano és a hollywoodi filmek révén népszerűvé vált tenorista és színész, Mario Lanza.

## Fiatalkora
Apja hatására kezdett el kórusokban énekelni – a templomi kórusban és a helyi operakórusban is –, de közben kénytelen volt tanítóként, majd később biztosítási ügynökként dolgozni. 19 éves korától kezdve képezte a hangját énektanároknál, Arrigo Pola, majd később Ettore Campogalliani voltak a mesterei. Végül hat kemény év után, 1961-ben debütált Reggio Emilia városában, ahol Puccini Bohémélet című operájában, Rodolfo szerepét énekelte.
Pavarotti hangja lírai tenor volt, emiatt elsősorban Bellini és Donizetti operáinak tenor főszerepei feküdtek legjobban a hangjának.

## Karrierje

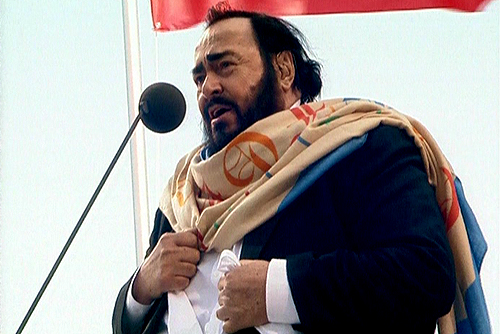
2003-ban, Sztrelnában

A szélesebb körű ismertséget, nemzetközi karrierjének beindulását egy 1963-as beugrás hozta meg: a londoni Covent Gardenben éppen egyik példaképét, Giuseppe Di Stefanót kellett helyettesítenie. Még abban az évben a bécsi Staatsoperben, a londoni Covent Gardenben és az amszterdami Concertgebouw-ban lépett fel. 
1965-ben lépett fel először a milánói Scalában, 1968-ban a New York-i Metropolitanben.
Az 1972-es Metropolitan-beli előadás után lett világhírű, ahol Donizetti Az ezred lánya című operájában, Tonio áriájában („Ah! Mes amis") egymás után kilenc magas „c"-t énekelt ki. Emiatt a nézők 17 alkalommal tapsolták vissza a színpadra.
A világhír tévés szereplések és rangos koncertmeghívások sorával járt, és Pavarotti ekkor már egyike volt a legismertebb operaénekeseknek.
Egymás után debütálhatott a világ leghíresebb operaházaiban: 1973-ban a párizsi Opéra Garnier-ben és a chicagói Lyric operában.
Amikor 1977-ben elindították a Közvetítések a Metropolitanből című televíziós sorozatot, ő volt az első művek főszereplője.
Az első Grammy-díjait is ebben az időszakban kapta, és ezeket még számos más elismerés követte később.
A nyolcvanas években, 1981-ben Philadelphiában versenyt indított fiatal tehetségek számára, és a győztesekkel együtt lépett fel a gálaműsorban. Ő énekelte az 1990-es olaszországi labdarúgó világbajnokság hivatalos dalát, Puccini Nessun Dorma című dalát. Még ugyanebben az évben állt össze a Három Tenor Plácido Domingo, José Carreras és Pavarotti részvételével. Később a futball világbajnokságon is együtt énekeltek Los Angelesben, Párizsban és Japán Jokohama városában.

Pavarotti nagyszabású szabadtéri koncerteket is adott, mivel szándékában állt, hogy a legszebb áriákból és a legnépszerűbb dalokból összeállított műsorával azokhoz is szólhasson, akik amúgy nem tudnak, vagy nem akarnak operaházakba járni. 1991-ben 150 ezres hallgatóság előtt lépett fel a londoni Hyde Parkban, két évvel később pedig félmilliónál is többen hallgatták a New York-i Central Parkban, de énekelt az Eiffel-torony lábánál is, 300 ezer néző előtt.
Luciano Pavarotti 2006. február 10-én lépett utoljára közönség elé, Puccinitől a Nessun Dormát adta elő a 2006-os torinói téli olimpiai játékok megnyitó ünnepségén. 2007. szeptember 6-án hajnalban, egy hónappal 72. születésnapja előtt hasnyálmirigyrákban hunyt el.

## Díjai, elismerései
- Noce d'Oro Nemzeti Díj
- Luigi Illica Nemzetközi Díj
- Arany Orfeusz 1. díja
- 1978: Grammy-díjat kapott "Best Classical Vocal Soloist Performance"; valamint a további években még négy Grammyt
- 1998: "Grammy Legend Award"
- 2001: World Social Award

## Lemezei (válogatás)

### Szólóalbumok
| Cím                                                              | Média | Év   |       |
| ---------------------------------------------------------------- | ----- | ---- | ----- |
| Primo Tenore                                                     | CD    | 1971 |       |
| Luciano Pavarotti – O Sole Mio – Favourite Neapolitan Songs      | CD    | 1979 |       |
| Gálakoncert a Royal-Albert-Hallban                               | CD    | 1982 |       |
| Mattinata                                                        | CD    | 1983 |       |
| Passione; Nápolyi dalok                                          | CD    | 1985 |       |
| Mancini, Henry: Volare                                           | CD    | 1987 |       |
| Pavarotti at Carnegie Hall                                       | CD    | 1988 |       |
| Tutto Pavarotti – Songs and Arias                                | CD    | 1989 |       |
| Pavarotti a Hyde Parkban                                         | CD    | 1991 |       |
| Mamma                                                            | CD    | 1991 | Decca |
| Opera-Duettek                                                    | CD    | 1991 |       |
| Áriák                                                            | CD    | 1991 |       |
| Pavarotti in Concert                                             | CD    | 1991 |       |
| The Essential Pavarotti – A Selection Of His Greatest Recordings | CD    | 1991 |       |
| A Night In Central Park                                          | CD    | 1994 |       |
| Az egész szívem a tiéd                                           | CD    | 1994 |       |
| Pavarotti Plus                                                   | CD    | 1995 |       |
| The Classic Christmas Album                                      | CD    | 1996 |       |
| Pavarotti Hits And More                                          | CD    | 1997 |       |
| The Greatest Tenors of the Century                               | CD    | 1998 |       |
| The Essential Romantic Collection                                | CD    | 2001 |       |
| Live Recital                                                     | CD    | 2001 |       |
| Italian Popular Songs                                            | CD    |      |       |
| The Pavarotti Edition                                            | CD    |      |       |
| O Holy Night                                                     |       | 2005 |       |
| Pavarotti, Luciano – The Best                                    |       | 2005 |       |

### Operák
| Gioachino Rossini: Stabat Mater                                | CD | 1971 |  |                                  |    |      |
| Giacomo Puccini: Bohémélet                                     | CD | 1973 |  |                                  |    |      |
| Puccini: Pillangókisasszony                                    | CD | 1974 |  | Pietro Mascagni: Parasztbecsület | CD | 1978 |
| Gaetano Donizetti: A kegyencnő                                 | CD | 1978 |  |                                  |    |      |
| Donizetti: Requiem                                             | CD | 1980 |  |                                  |    |      |
| Rossini: Tell Vilmos                                           | CD | 1980 |  |                                  |    |      |
| Giuseppe Verdi: Traviata                                       | CD | 1981 |  |                                  |    |      |
| Arrigo Boito: Mefistofele                                      | CD | 1985 |  |                                  |    |      |
| Vincenzo Bellini: Norma                                        | CD | 1988 |  |                                  |    |      |
| Verdi: Aida                                                    | CD | 1989 |  |                                  |    |      |
| Donizetti: Stuart Mária                                        | CD | 1990 |  |                                  |    |      |
| Donizetti: Szerelmi bájital                                    | CD | 1990 |  |                                  |    |      |
| Verdi: Luisa Miller                                            | CD | 1991 |  |                                  |    |      |
| Verdi: Otello                                                  | CD | 1991 |  |                                  |    |      |
| Verdi: Rigoletto                                               | CD | 1991 |  |                                  |    |      |
| Verdi: Az álarcosbál                                           | CD | 1991 |  |                                  |    |      |
| Vincenzo Bellini: Alvajáró                                     | CD | 1991 |  |                                  |    |      |
| Umberto Giordano: Andrea Chénier                               | CD | 1991 |  |                                  |    |      |
| Bellini: Puritánok                                             | CD | 1991 |  |                                  |    |      |
| Donizetti: Az ezred lánya                                      | CD | 1991 |  |                                  |    |      |
| Pietro Mascagni; Parasztbecsület/Ruggero Leoncavallo: Bajazzók | CD | 1991 |  |                                  |    |      |
| Puccini: Pillangókisasszony                                    | CD | 1991 |  |                                  |    |      |
| Puccini: Tosca                                                 | CD | 1991 |  |                                  |    |      |
| Puccini: Turandot                                              | CD | 1991 |  |                                  |    |      |
| Donizetti: Lammermoori Lucia                                   | CD | 1991 |  |                                  |    |      |
| Richard Strauss: A rózsalovag                                  | CD | 1991 |  |                                  |    |      |
| Bellini: Beatrice di Tenda                                     | CD |      |  |                                  |    |      |
| Verdi: Traviata                                                | CD | 1992 |  |                                  |    |      |
| Leoncavallo: Bajazzók                                          | CD | 1993 |  |                                  |    |      |
| Puccini: Manon Lescaut                                         | CD | 1993 |  |                                  |    |      |
| Verdi: Macbeth                                                 | CD | 1994 |  |                                  |    |      |
| Verdi: Trubadúr                                                | CD | 1995 |  |                                  |    |      |
| Verdi: A lombardok                                             | CD | 1997 |  |                                  |    |      |
| Rossini: Kis ünnepi mise; Stabat Mater                         | CD | 1998 |  |                                  |    |      |
| Verdi: Trubadúr                                                | CD | 1998 |  |                                  |    |      |
| Verdi: Álarcosbál                                              | CD | 1998 |  |                                  |    |      |
| Amilcare Ponchielli: Gioconda 2005                             | CD | 2005 |  |                                  |    |      |
| Verdi: Ernani                                                  | CD | 2005 |  |                                  |    |      |
| Arrigo Boito: Mefistofele                                      | CD | 2005 |  |                                  |    |      |
| Wolfgang Amadeus Mozart: Idomeneo                              | CD | 2006 |  |                                  |    |      |
| Rossini: Tell Vilmos                                           | CD | 2006 |  |                                  |    |      |
| Donizetti: Szerelmi bájital                                    | CD | 2006 |  |                                  |    |      |
| Verdi: Trubadúr                                                | CD | 2007 |  |                                  |    |      |

### Közös produkciók(Pavarotti & Friends, The Three Tenors)
| Cím                                                          | Média | Év   |
| ------------------------------------------------------------ | ----- | ---- |
| The Three Tenors – In Concert – Rome 1990                    | CD    | 1990 |
| The Three Tenors – Paris 1998                                | CD    | 1998 |
| The Best of the 3 Tenors                                     | CD    | 2002 |
| The Very Best Of The Three Tenors                            | CD    | 2004 |
| Pavarotti & Friends                                          | CD    | 1992 |
| Pavarotti & Friends 2                                        | CD    | 1995 |
| Pavarotti & Friends for War Child                            | CD    | 1996 |
| Pavarotti & Friends Together For The Children Of Bosnia      | CD    | 1996 |
| Pavarotti & Friends For The Children Of Liberia              | CD    | 1998 |
| Pavarotti & Friends For The Children Of Guatemala And Kosovo | CD    | 1999 |
| Pavarotti & Friends for Cambodia and Tibet                   | CD    | 2000 |

## Egyéb tevékenységei

### Filmen – a televízióban – DVD-n
- A Mondj igent Giorgiónak! („Yes, Giorgio") (1982) film főszerepét játszotta el, amely azonban nem hozta meg a várt sikert.

### Könyv
Önéletrajzát „Én, Luciano Pavarotti" címen adta ki.

### Közös felvételek
A Három Tenor mellett fellépett több könnyűzenei produkcióban is, jótékonysági céllal közös felvételt készített Miss Sarajevo címmel a U2 együttessel. 2003-as Ti Adoro című lemezén többek között a legendás rockgitárossal, Jeff Beckkel is dolgozott együtt. Fellépett a Queen emlékkoncertjén, ahol Brian Mayjel közösen a Too Much Love Will Kill You című Queen-dalt adták elő. Jótékonysági célból fellépett Jon Bon Jovival is, akivel a Let It Rain című számot adta elő, majd több mint 30 gyermekénekes vokállal élőben a Viva Forever című dalt a Spice Girlsszel.

## Humanitárius tevékenysége
Nagyon fontosnak tartotta a jótékonykodást, több jótékonysági koncerten vett részt világszerte és a boszniai háborút követően, boszniai művészek számára létrehozta a Pavarotti Music Centert Mostarban. 1994-ben hozták létre a Pavarotti és Barátai elnevezésű jótékonysági alapítványt, amelynek célja a koncertekből és a lemezeladásokból származó bevételekkel a hátrányos helyzetű gyermekeket támogatása. Az alapítvány sikeresnek bizonyult: sok pénzt sikerült eljuttatni a rászorulóknak többek közt a boszniai és iraki árváknak vagy akár az angolai iskolaépítési programot is meg lehet említeni.

## Magyarul megjelent művei
- Pavarotti–William Wright: A pék fia és a kilenc magas cé; ford. Fantó Lilla; Zeneműkiadó, Bp., 1983
- Pavarotti–William Wright: Pavarotti; diszkográfia Dános Gábor, ford. Fantó Lilla; 2. kiad.; EMB, Bp., 1991